# Пепаруоли (Кјети)
Пепаруоли (итал. Peparuoli) је насеље у Италији у округу Кјети, региону Абруцо.
Према процени из 2011. у насељу је живело 33 становника. Насеље се налази на надморској висини од 853 м.